# Jolanta Sutowicz
Jolanta Sutowicz (* 1945 in Stargard als Jolanta Kozak) ist eine polnische Schauspielerin.

## Leben
Jolanta Sutowicz studierte an der Staatlichen Theaterakademie in Krakau. Nach dem Abschluss ihrer Ausbildung als Dramatische Schauspielerin folgten Engagements an verschiedenen Staatstheatern, u. a. in Krakau, Breslau, Warschau und Stettin. Daneben spielte sie in mehreren Film- und Fernsehproduktionen.
1986 emigrierte sie mit ihrem Ehemann Leonid Sutowicz nach Deutschland und lebt seit 1987 in Kiel. Dort spielte sie am Polnischen Theater Kiel und am Theater Die Komödianten, bevor sie 1994 mit ihrem Mann das Theater Ex-Re gründete, wo sie Einpersonenstücke in lateinischer Sprache aufführte.
Von 1999 bis 2024 war sie Festivalleiterin des von ihr begründeten Internationalen Monodrama Festivals Thespis, mit dem sie „deutsche Theatergeschichte geschrieben“ und „Kiel und Schleswig-Holstein in den Fokus der internationalen Theaterszene gerückt“ hat.
2004 wurde Jolanta Sutowicz für ihr Wirken mit der Verdienstmedaille des Verdienstordens der Bundesrepublik Deutschland ausgezeichnet und erhielt 2012 den Kultur- und Wissenschaftspreis der Stadt Kiel. 2024 wurde ihr für ihre „künstlerische Lebensleistung als Schauspielerin, als Festival-Intendantin und als Kultur-Netzwerkerin“ vom schleswig-holsteinischen Ministerpräsidenten Daniel Günther die Ehrenprofessur der Landes Schleswig-Holstein verliehen.

## Filmografie
- 1977: Zdjecia próbne
- 1977: Czysta chirurgia
- 1978: Ohne Betäubung (Bez znieczulenia)
- 1979: Die Mädchen von Wilko (Panny z Wilka)
- 1980: Die Braut sagt nein (Kontrakt)
- 1981: Der Mann aus Eisen (Człowiek z żelaza)